# 宮之浦町
宮之浦町（みやのうらちょう）は、鹿児島県鹿児島市の町。旧薩摩国鹿児島郡吉田郷宮之浦村、鹿児島郡吉田村大字宮之浦、鹿児島郡吉田町宮之浦。郵便番号は891-1305。人口は1,635人、世帯数は841世帯（2020年4月1日現在）。

## 地理
鹿児島市北部の吉田地域の南部、稲荷川上流域の台地上に位置する。町域の北方は鹿児島市本城町、姶良市平松、南方は鹿児島市川上町及び吉野町、東方は鹿児島市吉野町、姶良市脇元、西方は鹿児島市岡之原町及び本名町にそれぞれ接している。
町域の中央部に牟礼岡団地から構成されている牟礼岡一丁目から牟礼岡三丁目がある。また、町域の西方には九州自動車道が通っており、南西部には薩摩吉田インターチェンジが所在する。

### 山岳
- 牟礼ヶ岡
- 赤崩[8]

### 河川
- 稲荷川

## 歴史

### 先史時代
宮之浦町では先史時代の遺跡として牧遺跡、宮後遺跡、前畑遺跡、北平野遺跡、中原遺跡、山ノ上遺跡、崎山遺跡、落ノ上遺跡が発見されている。
牧遺跡は1953年（昭和28年）に牟礼谷で発見された9世紀頃の楕円形の土坑である。蔵骨器には焼骨が入っており、周辺には土師器が6か所配置されていた。宮後遺跡は1971年（昭和46年）の九州自動車道の建設時に発見された遺跡であり、九州自動車道の建設者である日本道路公団が鹿児島県教育委員会に依頼して埋蔵文化財の調査が行われた。現在の薩摩吉田インターチェンジ付近から八幡神社の東側斜面に位置している遺跡であり、縄文時代後期の土器や硬玉製丸玉、平安時代以降の埦も発見されている。
前畑遺跡・北平野遺跡は現在の鹿児島県青少年研修センター付近で発見された遺跡であり、成川式土器や土師器などが発掘されている。中原遺跡では成川式土器や土師器・黒曜石が発掘され、山ノ上遺跡では成川式土器がそれぞれ発掘されている。

### 中世の宮浦名
鎌倉時代から戦国時代まで「宮浦名」と称しており、大隅国吉田院のうちであった。
建治2年（1276年）の大隅国在庁石築地役配符に「宮浦四丁八段＜四尺八寸＞二郎大夫清持領」とある。清持は吉田氏の庶流であるとされる。戦国時代には島津氏の領地となっており、永正14年（1517年）の島津氏老臣連署坪付によれば宮之浦と本名（現在の本名町）の1町1反余りが萩野又左衛門に宛がわれた。
薩摩藩の地誌である三国名勝図会によれば天正15年（1587年）に吉田院の全域が大隅国から薩摩国に編入されたとされる。

### 近世の宮之浦村
江戸時代には薩摩国鹿児島郡吉田郷（外城）のうちであった。村高は「天保郷帳」では1,075石余、「郡村高辻帳」では1,075石余、「吉田神社仏閣旧跡改帳並方覚帳」では780石余、「三州御治世要覧」では810石余、「旧高旧領取調帳」では712石余であったと記されている。
寛政6年（1794年）の人口は「吉田神社仏閣旧跡改帳並方覚帳」によれば349人であった。元禄国絵図によれば谷之村は宮之浦村のうちであったと記載されている。鹿児島から日向国に向かう薩摩街道の日向筋が通っており、白銀坂が薩摩国と大隅国の境界となっていた。また、薩摩藩で禁制とされていた浄土真宗の信仰が行われていたとされ（隠れ念仏）、宮之浦では吉水・宮西に洞窟があり、洞窟で集会が行われていたとされる。

### 町村制施行以降

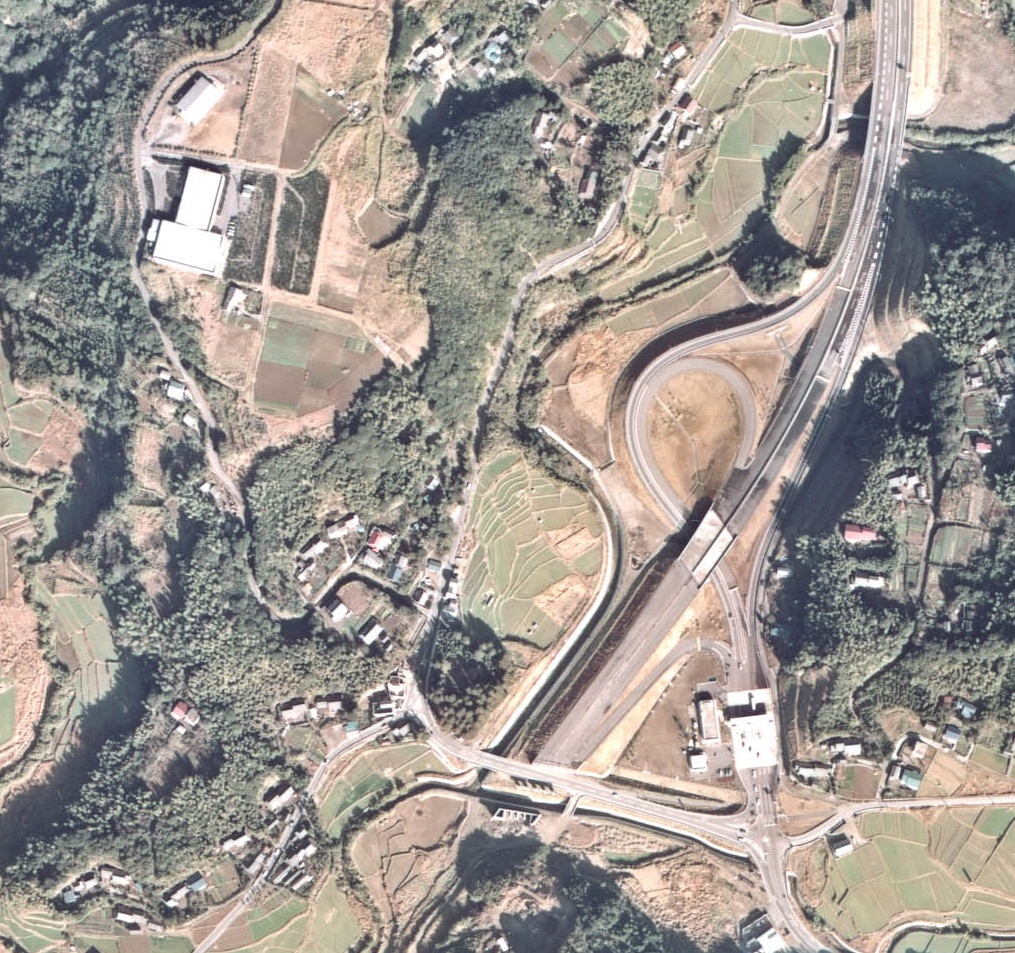
1974年当時の薩摩吉田インターチェンジ付近の航空写真。当時は熊本方面のみが開通していた。

1889年（明治22年）4月1日に町村制が施行されたのに伴い、それまでの吉田郷にあたる東佐多浦村、西佐多浦村、本城村、本名村、宮之浦村の区域より鹿児島郡吉田村が設置された。それまでの宮之浦村は吉田村の大字「宮之浦」となった。1972年（昭和47年）11月1日に吉田村が町制施行し吉田町となった。
1973年（昭和48年）12月13日に鹿児島県初の高速道路として九州自動車道の薩摩吉田インターチェンジから加治木インターチェンジ（姶良市）までの区間が開通した。九州自動車道の建設時に薩摩吉田インターチェンジ付近で前述の宮後遺跡が発掘された。
1991年（平成3年）5月7日に牟礼ケ岡団地（三井ニュータウン）として造成された吉田町大字宮之浦の一部より分割され、牟礼岡一丁目・牟礼岡二丁目・牟礼岡三丁目が設置された。
2004年（平成16年）11月1日に吉田町が鹿児島郡桜島町、日置郡松元町、郡山町、揖宿郡喜入町と共に鹿児島市に編入された。合併に際して設置された法定合併協議会である鹿児島地区合併協議会における協議によって、吉田町の区域の大字については「字の区域を廃止し、当該廃止された字の区域に相当する区域により新たに町の区域を設定し、その名称については表示案に基づき、各町の意向を尊重し合併までに調整するものとする」と協定された。
前述の協定に基づいて、合併前の10月26日に鹿児島県の告示である「 町の区域の設定及び字の廃止」が鹿児島県公報に掲載された。この告示の規定に基づき、それまでの大字宮之浦は廃止され、大字宮之浦の全域を以て新たに鹿児島市の町「宮之浦町」が設置された。

### 字域の変遷
| 実施後                     | 実施年            | 実施前                   |
| -------------------------- | ----------------- | ------------------------ |
| 吉田町牟礼岡一丁目（新設） | 1991年（平成3年） | 吉田町大字宮之浦（一部） |
| 吉田町牟礼岡二丁目（新設） | 1991年（平成3年） | 吉田町大字宮之浦（一部） |
| 吉田町牟礼岡三丁目（新設） | 1991年（平成3年） | 吉田町大字宮之浦（一部） |

## 人口
宮之浦町（宮之浦）の人口の変遷を以下に示す。1995年（平成7年）以降のデータは国勢調査による小地域集計の人口の推移である。
| 統計年             | 統計年 | 人口  | 人口 |
| ------------------ | ------ | ----- | ---- |
| 1884年（明治17年） | [ 1 ]  | 870   |      |
| 1925年（大正14年） | [ 1 ]  | 1,441 |      |
| 1931年（昭和6年）  | [ 1 ]  | 1,494 |      |
| 1980年（昭和55年） | [ 1 ]  | 1,752 |      |
| 1990年（平成2年）  | [ 1 ]  | 1,571 |      |
| 1995年（平成7年）  | [ 32 ] | 1,593 |      |
| 2000年（平成12年） | [ 33 ] | 1,593 |      |
| 2005年（平成17年） | [ 34 ] | 1,596 |      |
| 2010年（平成22年） | [ 35 ] | 1,682 |      |
| 2015年（平成27年） | [ 36 ] | 1,662 |      |

## 文化財

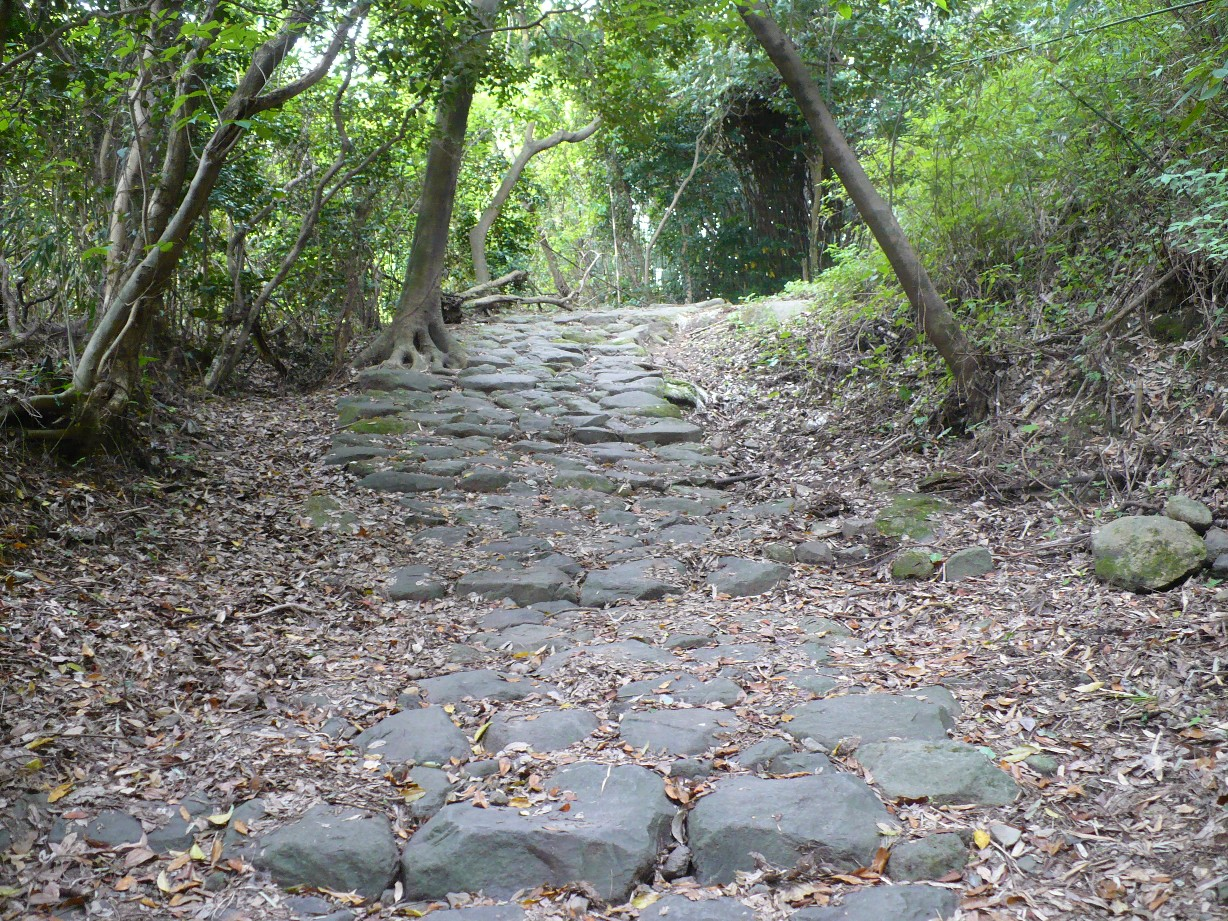
白銀坂

### 国指定
- 大口筋 白銀坂 龍門司坂（記念物（史跡））[37]

### 市指定
- 宮之浦の三重石塔（有形民俗文化財（風俗資料））[38][39]

## 施設

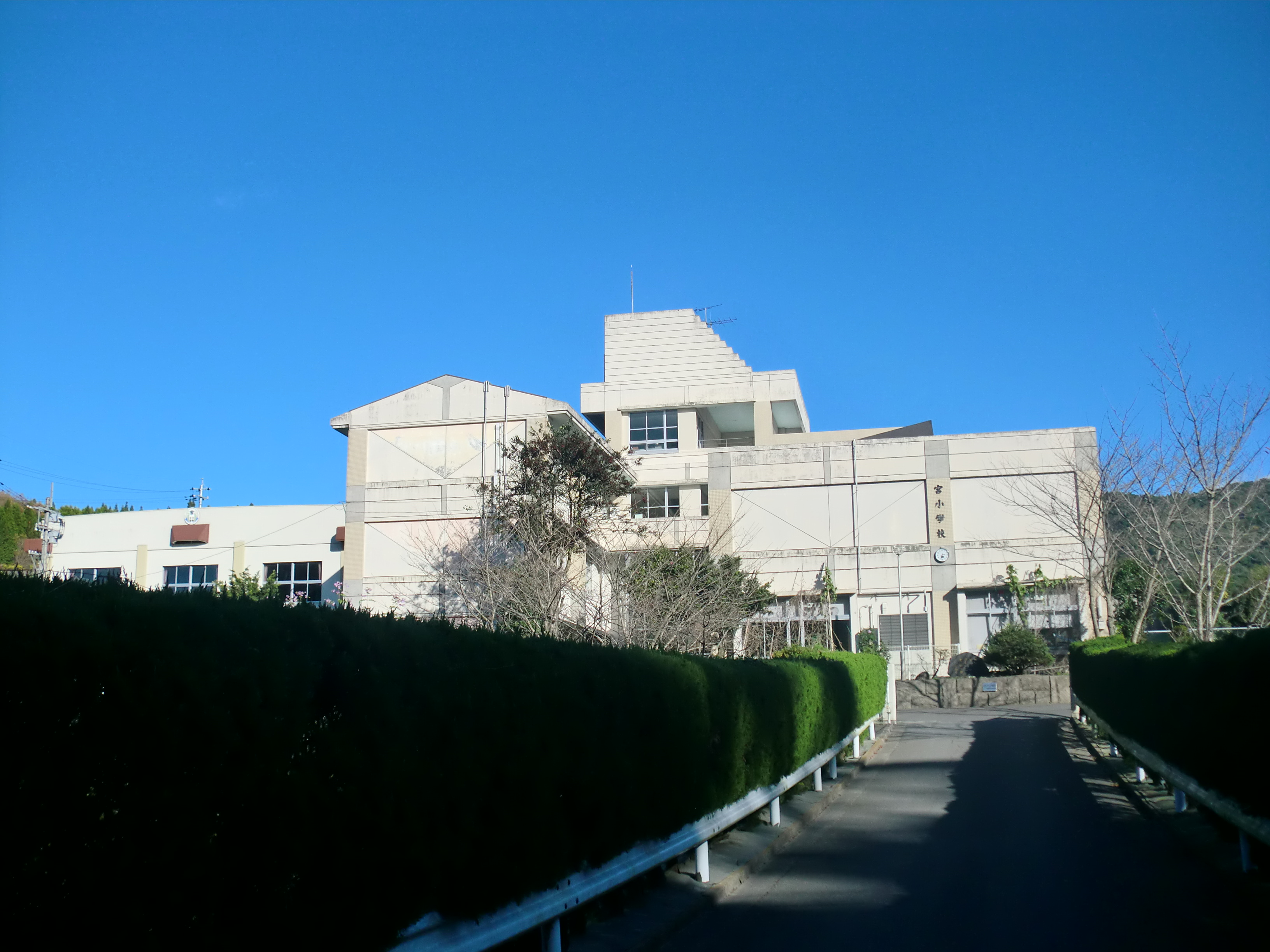
鹿児島市立宮小学校

### 公共
- 鹿児島県立青少年研修センター[40]
- 鹿児島県総合教育センター[41]

### 教育
- 鹿児島市立宮小学校[42]
- 鹿児島市宮之浦保育所[43][44]

### 寺院
- 八幡神社[45]
- 鎮守神社[45]
- 常行寺[46]
- 瑠璃光院[46]
- 宮之浦念仏庵[46]
- 真言宗布教所[46]

### その他
- 新日本科学本店
- 牟礼ヶ岡ウインドファーム
- 島津ゴルフクラブ[47]

## 小・中学校の学区
市立小・中学校の学区（校区）は以下の通りである。
| 町丁     | 番・番地                   | 小学校                 | 中学校                 |
| -------- | -------------------------- | ---------------------- | ---------------------- |
| 宮之浦町 | 113-130、602-646、 887-898 | 鹿児島市立本名小学校   | 鹿児島市立吉田南中学校 |
| 宮之浦町 | 3736-4051                  | 鹿児島市立牟礼岡小学校 | 鹿児島市立吉田南中学校 |
| 宮之浦町 | 上記を除く全域             | 鹿児島市立宮小学校     | 鹿児島市立吉田南中学校 |

## 交通

### 道路

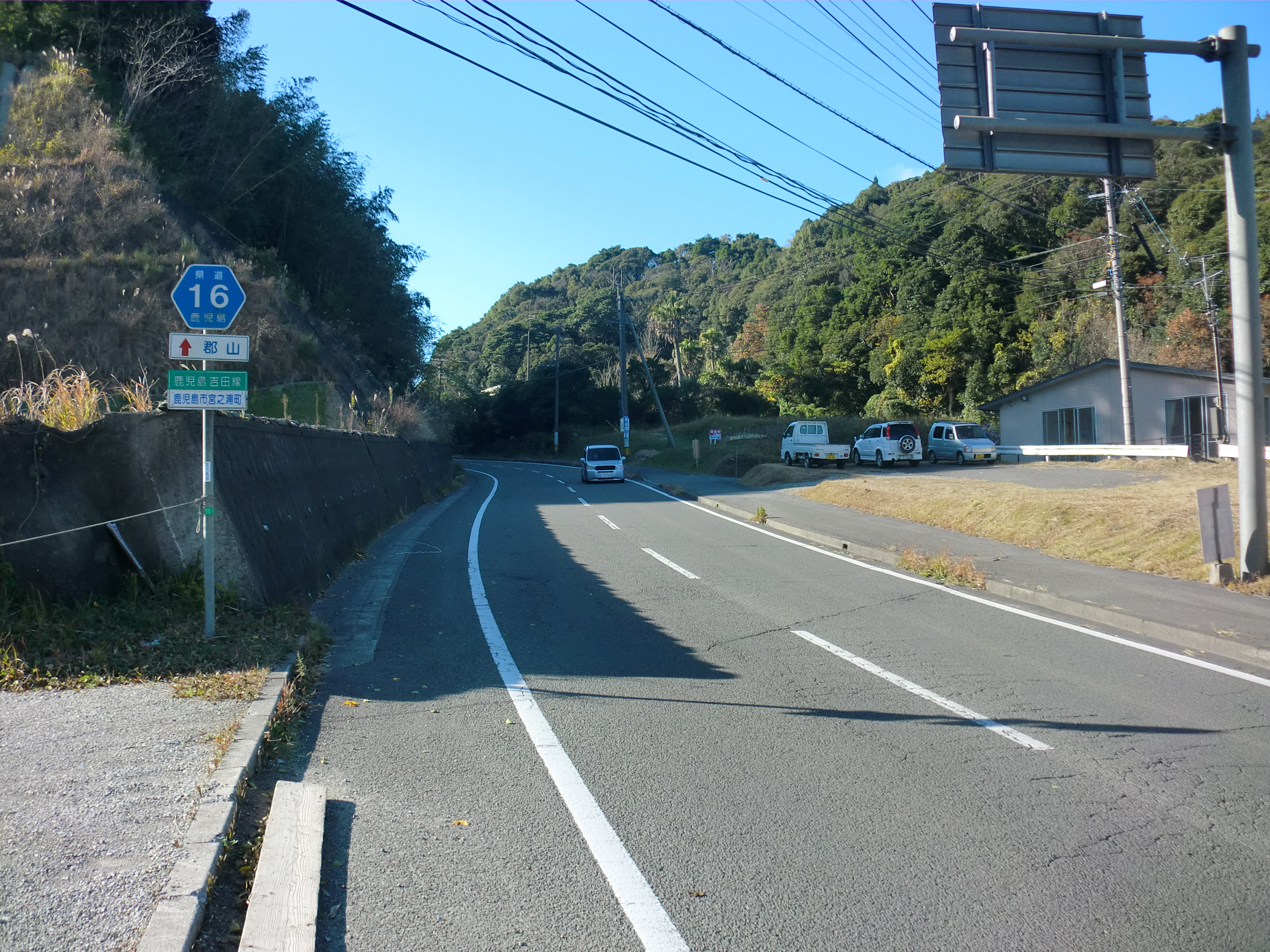
鹿児島県道16号鹿児島吉田線

高速自動車国道
- 九州自動車道（九州縦貫自動車道鹿児島線）
  - 薩摩吉田インターチェンジ

主要地方道
- 鹿児島県道16号鹿児島吉田線
- 鹿児島県道25号鹿児島蒲生線